# Vallejera
Vallejera ist ein Ort und eine Gemeinde (municipio) mit 39 Einwohnern (Stand: 2024) in der Provinz Burgos in der nordspanischen Autonomen Gemeinschaften Kastilien und León. Die Gemeinde gehört zur Comarca Odra-Pisuerga. 

## Lage
Vallejera liegt in der kastilischen Hochebene (meseta) in einer Höhe von etwa 818 Metern ü. d. M. und etwa 45 Kilometer in südwestlicher Entfernung von der Stadt Burgos. 

## Bevölkerungsentwicklung
| Jahr      | 1970 | 1981 | 1991 | 2001 | 2011 | 2021 |
| Einwohner | 117  | 74   | 60   | 62   | 44   | 40   |

## Wirtschaft
Die Region ist seit Jahrhunderten wesentlich von der Landwirtschaft geprägt; die Bewohner früherer Zeiten lebten hauptsächlich als Selbstversorger, aber auch Handwerk und Kleinhandel spielten eine Rolle. Ein Schwerpunkt lag auf der Anzucht von Bäumen aller Art, die letztlich in ganz Zentralspanien angepflanzt wurden.

## Sehenswürdigkeiten
- Kirche Johannes der Evangelist (Iglesia de San Juan Evangelista)

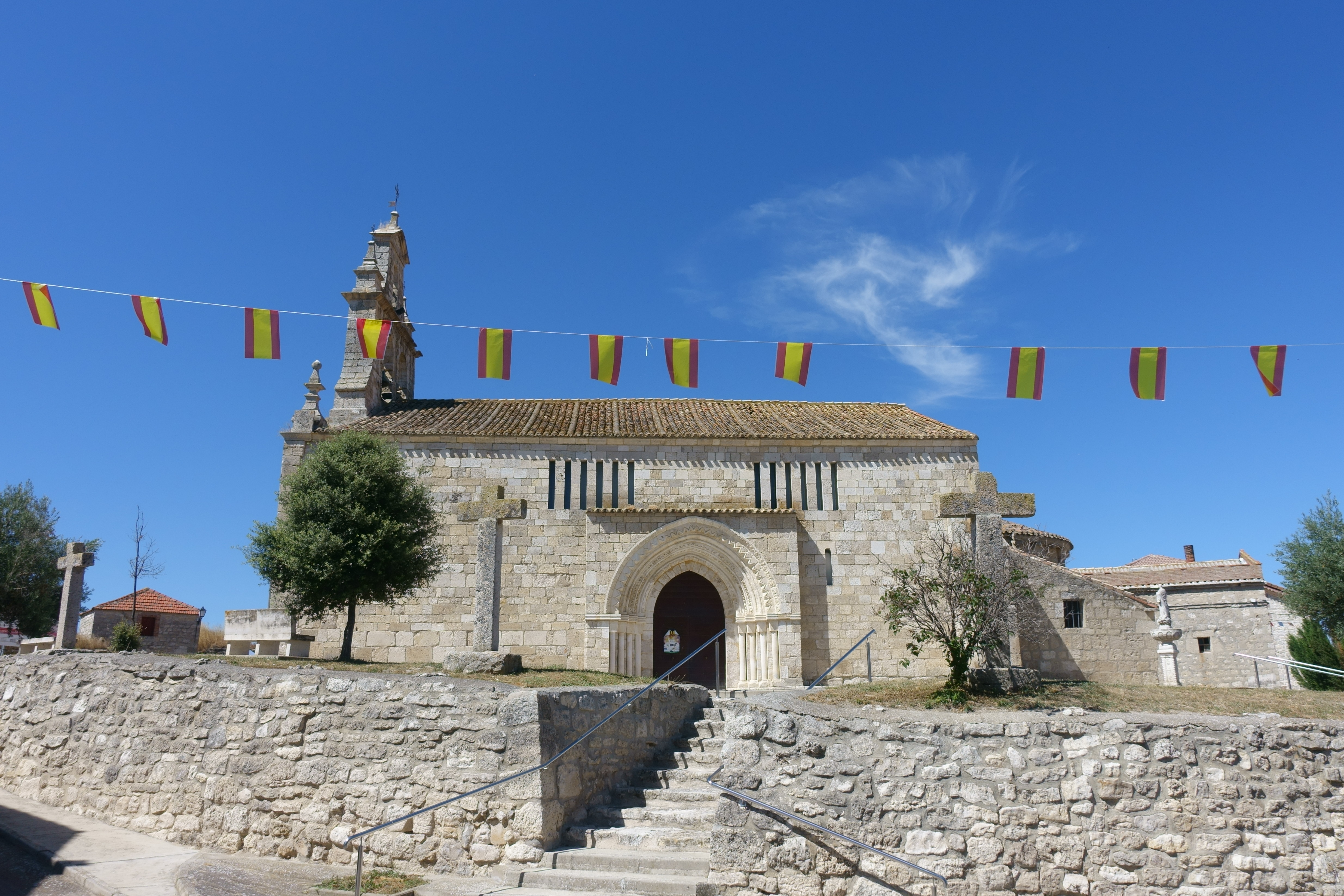
Kirche San Juan Evangelista